# Monte Schevill
Il Monte Schevill (in lingua inglese: Mount Schevill) è una montagna antartica, alta 1.995 m, che sovrasta la testa del Ghiacciaio Somero, circa 9 km a sudest del Monte Johnstone, nei Monti della Regina Maud, in Antartide.   
La denominazione è stata assegnata dall'Advisory Committee on Antarctic Names (US-ACAN) in onore di William E. Schevill (1906-1994), biologo dell'United States Antarctic Research Program (USARP) presso la Stazione McMurdo nel 1964-65.